# Frieda Fronmüller

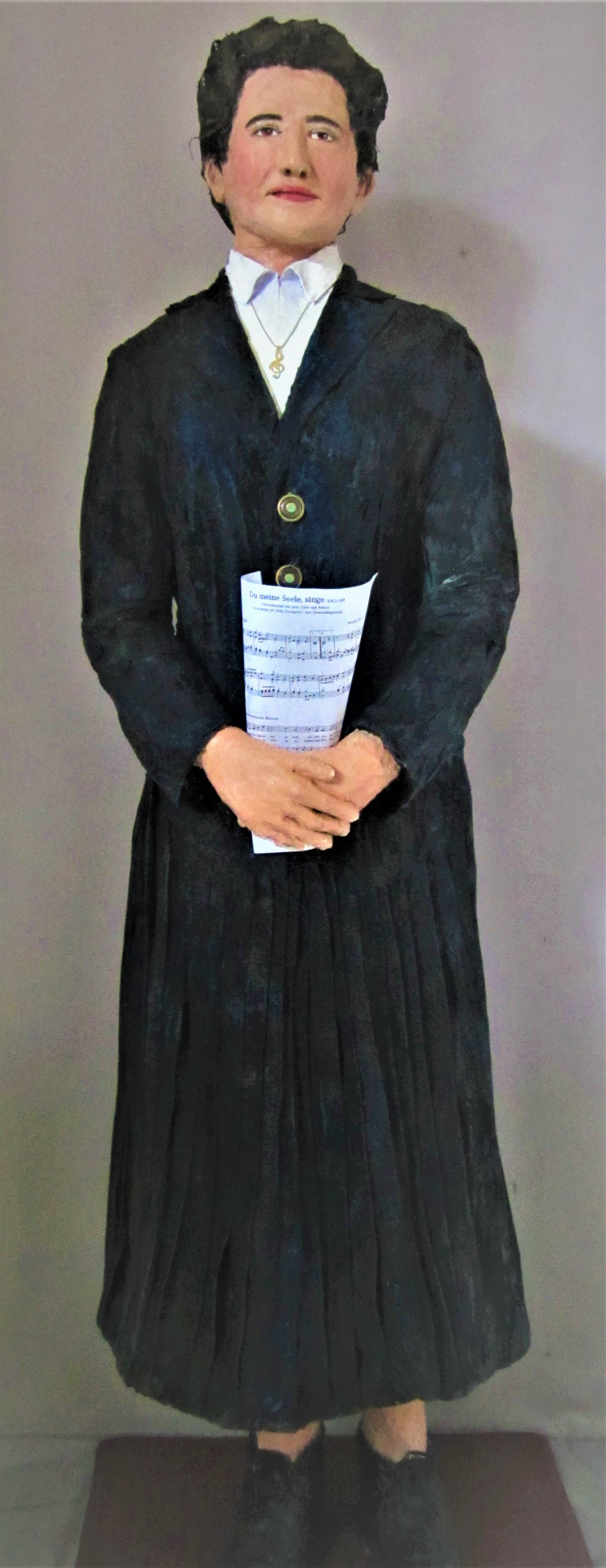
Frieda Fronmüller, Pappmaché-Skulptur von Christiane Altzweig

Friederike Helene Emma Fronmüller (* 8. September 1901 in Lindau (Bodensee); † 13. März 1992 in Nürnberg) war eine deutsche evangelisch-lutherische Kirchenmusikerin und Komponistin. Sie ist eine der nur vier Frauen, deren Melodie-Kompositionen im Stammteil des Evangelischen Gesangbuchs (EG) 1993 aufgenommen worden sind. Die anderen drei Frauen sind Wilhelmina Koch (Melodie zu Adolf Krummachers Gedicht Stern, auf den ich schaue (EG Nr. 407)), Doreen Potter (EG Nr. 229) und Tera de Marez Oyens (EG Nr. 427).

## Leben und Werk

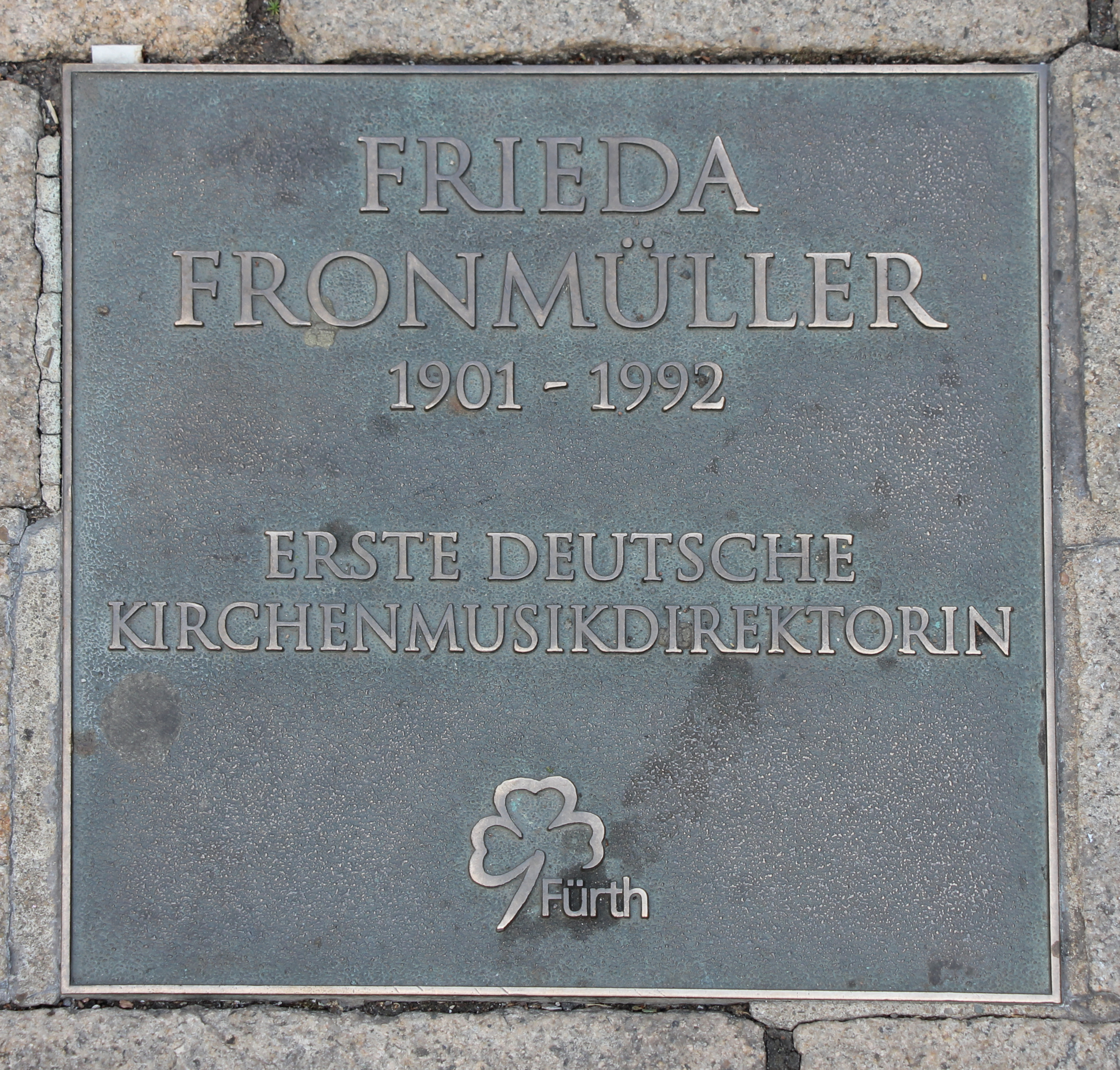
Gedenkplatte für Frieda Fronmüller auf dem Fürther Ehrenweg

Frieda Fronmüller war eine Tochter von Paul Fronmüller, der von 1914 bis 1935 Pfarrer an der Fürther Stadtkirche St. Michael war. Sie erhielt privaten Musikunterricht und studierte anschließend Musik in Leipzig und von 1925 bis 1930 am Konservatorium Nürnberg, wo sie mit der Gesamtnote Eins abschloss.
Bereits 1923 wurde sie Organistin an der Fürther Stadtkirche, 1932 zudem Chorleiterin. Sie blieb in diesen Ämtern bis zum Ruhestand 1964. Als erste Frau in Deutschland erhielt sie 1955 den Titel Kirchenmusikdirektor. 1966 wurde sie mit dem Schulmusikpreis der Stadt Fürth und 1971 mit dem Bundesverdienstkreuz geehrt.
Fronmüller komponierte geistliche Kantaten, Motetten und Lieder sowie Kammermusik. Besonders ihre Choralkantaten für Chor und Blechbläser wurden vielfach aufgeführt. Ihre 1928 komponierte Melodie zu Philipp Spittas Freuet euch der schönen Erde ist im Evangelischen Gesangbuch enthalten (Nr. 510).